# GACKT YELLOW FRIED CHICKENz 煌☆雄兎狐塾 〜男女混欲美濡戯祭〜
『GACKT YELLOW FRIED CHICKENz 煌☆雄兎狐塾 〜男女混欲美濡戯祭〜』(ガクト イエロー フライド チキンズ キラメキオトコジュク ダンジョコンヨクミズギマツリ)は、YELLOW FRIED CHICKENzのライブ・ビデオ。

## 概要
- 国内ツアー『GACKT YELLOW FRIED CHICKENz 煌☆雄兎狐塾 〜男女混欲肌嘩祭〜』の追加公演最終日、来場者全て水着着用にて行われたライブ映像が収録されている。
- 3タイプ同時発売。

## 演奏
- GACKT - 塾生筆頭 / Vocal
- YOU - 左勇弦 / Guitar
- CHACHAMARU - 右義弦 / Guitar
- CHIROLYN - 護弦 / Bass
- JUN-JI - 打堕 / Drums

## 収録曲
1. 斬 〜ZAN〜
オープニングナンバー。イントロやサビなどで、炎が上がる演出がなされる。
2. DYBBUK
イントロなどで、スモークが上がる演出がなされる。
3. NINE SPIRAL
4. SPEED MASTER
イントロでスモークが上がる演出がなされる。
5. LU:NA
キーを半音下げての演奏。原曲の間奏にあったアコースティック・ギターを用いたギターソロは、CHACHAMARUがエレクトリック・ギターで演奏。その間奏では、前回の漢限定ライブ『GACKT YELLOW FRIED CHICKENs 煌☆雄兎狐塾 〜男尊女秘肌嘩祭〜』同様、GACKTがネクタイを外し、Yシャツを破いた後、そのYシャツを客席に投げ入れる演出がある。
6. 君が待っているから
キーを下げての演奏。
7. MIND FOREST
8. THE NEXT DECADE
YELLOW FRIED CHICKENz名義としては、初披露。キーを下げての演奏。
9. VANILLA
前曲同様、YELLOW FRIED CHICKENz名義としては初披露。キーを下げての演奏。
10. EVER
前曲同様、YELLOW FRIED CHICKENz名義としては初披露。
11. JUSTIFIED
12. JESUS
初となるキーを下げての演奏。
13. FLOWER
原曲には無かったGACKTのアカペラから始まる。
14. KAGERO
本編ラストナンバー。
15. UNCONTROL ♂狂喜乱舞 edit.♂
ここからアンコール。
16. 小悪魔ヘヴン ♀美濡戯edition♀
アンコールラストナンバー。YELLOW FRIED CHICKENz名義としては初披露。アレンジバージョンでの演奏で、このアレンジは本作でしか見ることができない。